# 1842 na literatura

## Novos livros
- O Mistério de Marie Rogêt, de Edgar Allan Poe

## Nascimentos
| Data        | Nome              | Profissão                      | Nacionalidade  | Observações  | Ref |
| ----------- | ----------------- | ------------------------------ | -------------- | ------------ | --- |
| 18 de Março | Stéphane Mallarmé | poeta                          | França         | m. 1898      |     |
| 18 de Abril | Antero de Quental | poeta                          | Portugal       | m. 1891      |     |
| 24 de Junho | Ambrose Bierce    | crítico, escritor e jornalista | Estados Unidos | m. 1913/1914 |     |

## Mortes
| Data        | Nome             | Profissão | Nacionalidade | Observações | Ref |
| ----------- | ---------------- | --------- | ------------- | ----------- | --- |
| 23 de Março | Stendhal         | escritor  | França        | n. 1783     |     |
| 28 de Julho | Clemens Brentano | poeta     | Alemanha      | n. 1778     |     |